# 화순 쌍산 항일의병 유적
화순 쌍산 항일의병 유적(和順 雙山 抗日義兵 遺蹟)은 대한민국 전라남도 화순군 이양면 증리, 계당산 일대를 중심으로 한말 의병활동이 한창일 때 일본군에 맞서 싸운 활동 거점 가운데 하나이다. 2007년 8월 3일 대한민국의 사적 제485호로 지정되었다.

## 개요
한말 의병활동이 한창일 때 전라남도 화순군 계당산 일대를 중심으로 일본군에 맞서 싸운 전남 의병활동의 거점 가운데 하나이다.
예로부터 계당산 일대는 쌍산, 쌍봉 또는 쌍치라 불리었는데, 이것에서 유래하여 '쌍산의소'라는 이름이 붙여졌다.
1907년 양회일, 임노복, 임상영, 안찬재 등이 주축이 되어 쌍산에서 의병을 일으킨 다음 능주, 동복, 화순 일대로 퍼져 의병활동을 벌였다. 이백래가 주축이 되어 호남창의소에서 펼친 의병활동과 안규홍 부대가 봉기하여 펼친 의병활동 또한 쌍산의소를 중심으로 전개된 의병활동의 일환이다.
쌍산의소에는 무기 및 탄약을 공급하는 무기 제작소와 유황의 저장고인 유황굴, 의병 방어시설인 의병성(義兵城)의 흔적이 남아 있어, 대규모의 의병들이 주둔하여 스스로 무기를 만들어가며 일본군에 대항하였음을 알 수 있다. 무기 제작소에는 축대 위에 철을 녹이는 용광로의 벽체와 쇠부스러기들이 흩어져 있다. 이곳에서 약 4㎞ 정도 떨어진 전라남도 보성군 복내면 화정동에 있는 철광산의 철광석을 운반하여 무기를 만들었던 것으로 추측이 된다.
의병성은 높이 약 80㎝ 정도의 돌들이 돌담 모양으로 길게 쌓여 있으며, 그 내부에는 원형 또는 사각의 낮은 돌담들이 불규칙하게 늘어선 막사터가 모여 있다. 의병성과 막사터로 보아 이곳이 쌍산의병의 진지였음을 알 수 있다.
쌍산의소는 구한말 의병들이 왜경에 대항하여 전투를 준비하던 창의소(創義所) 터로 당시 호남의병 뿐만 아니라 한말 의병사에 빛나는 문화유적으로 의병사 연구에 귀중한 자료를 제공하고 있는 유적지이다.

## 참고 자료
- 화순 쌍산 항일의병 유적 - 국가유산청 국가유산포털